# Cimitero monumentale austro-ungarico di Bondo
Il cimitero monumentale austro-ungarico di Bondo è un cimitero di guerra commemorativo dei militari dell'Impero austro-ungarico caduti nella prima guerra mondiale. Si trova a Bondo in Trentino.

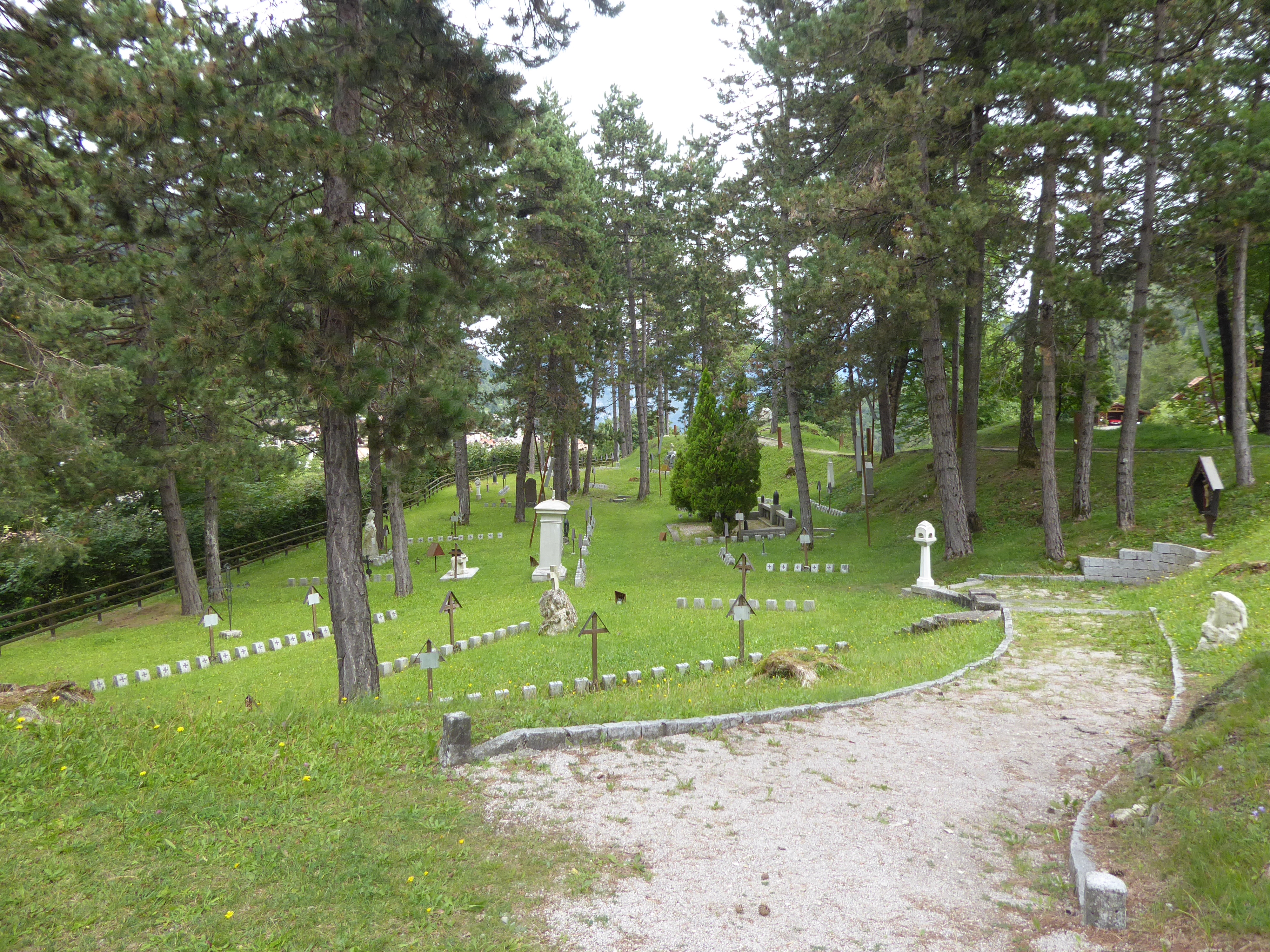
Scorcio dell'interno

Fu costruito, su progetto di Fabian Barcata, nel 1916 presso le valli Giudicarie, tra i fiumi Chiese e Sarca. Presenta una scalinata in granito lungo la quale si trova una parete decorata dall'aquila bicipite, simbolo dell'impero, con al centro la sigla FJI (Franz Joseph I) che si dirama sui due lati opposti lati fino a raggiungere la sommità del monumento. Negli spazi del bosco di conifere si trovano riquadri irregolari che raggruppano i militari. La numerazione progressiva è contrassegnata da cippi di calcestruzzo e i nomi dei caduti sono scritti su croci nere.
All'interno del cimitero si trovano piccoli monumenti funerari, cippi e lapidi e sono ospitati 702 caduti austro-ungarici, ventisette dei quali sono ignoti. In questo cimitero è sepolta anche la salma del tenente germanico del 10º battaglione Jäger dell'Hannover, morto nel giugno 1915, quando si trovava a far parte di truppe di rinforzo alle forze austro-ungariche con altri reparti germanici, all'inizio della campagna.
Vi è stato sepolto con onori militari anche il pilota dell'esercito italiano Attilio Rial abbattuto nelle vicinanze di malga Cadria il 20 febbraio 1917.